# Art et Marges Musée
Das Art et Marges Musée ist ein Museum für Outsider Art in Brüssel.

## Geschichte
Das Museum wurde 1984 als gemeinnütziger Verein und kulturelle Einrichtung in Brüssel gegründet. Die erste Ausstellung fand 1986 statt. Seit seinem Bestehen war das Museum an verschiedenen Standorten im Stadtgebiet beheimatet, seit 2001 befindet es sich in der Rue Haute. 2009 wurde der Verein durch die Anerkennung der „Fédération Wallonie Bruxelles“ zum Musée d’Art et Marges. Seit 2019 wird das Museum durch die „Commission communautaire française de la Région de Bruxelles-Capitale“ (COCOF) finanziell gefördert. Das Museum ist Mitglied der European Outsider Art Association.
Die seit den 1980er Jahren aufgebaute Sammlung des Museums enthält Werke, die der Art Brut zuzurechnen sind und die in Kunstateliers für Menschen mit geistiger Behinderung oder in psychiatrischen Einrichtungen entstanden sind sowie Arbeiten von Autodidakten. Die Sammlung umfasst mehr als 4000 Objekte von fast 200 Künstlern aus aller Welt, darunter Carol Bailly, Aloïse Corbaz, Madge Gill, Martha Grünenwaldt und Maria Wnęk. In der Dauerausstellung werden Werke von zwanzig Künstlern gezeigt. Werke aus der ständigen Sammlung werden aber auch in anderen Museen ausgestellt. Daneben finden jährlich drei Wechselausstellungen statt, in denen auch Werke  sozial marginalisierter Künstler gemeinsam mit Werken professioneller Künstler, die sich innerhalb des offiziellen Kulturbetriebes bewegen, ausgestellt werden.

## Ausstellungen (Auswahl)
- 2005: Odd Visions. Palais des Beaux-Arts de Bruxelles
- 2012: Le fabuleux destin des Bourbonnais, mit dem Museum La Fabuloserie
- 2014: Démons & Merveilles, mit Josep Baqué
- 2015: American Folk Art, mit Inez Nathaniel-Walker
- 2015: Du nombril au cosmos, zur Sammlung abcd/Bruno Decharme
- 2016: Atomik Bazar
- 2016: Sauver le monde?, u. a. mit Hans-Jörg Georgi, in Zusammenarbeit mit Atelier Goldstein, Sammlung abcd/Bruno Decharme, Galerie Christian Berst Art Brut, Museum La Fabuloserie, La S Grand Atelier, Museum of Everything, Museum Dr. Guislain
- 2018: Frauen in der Art Brut? Sammlung Hannah Rieger, u. a. mit Laila Bachtiar[7]
- 2019: America does not exist! (I know because I’ve already been there)
- 2023: N’appelez pas ça art brut, u. a. mit Werken von Aloïse Corbaz, Martha Grünenwaldt, Malik Barfi[8]

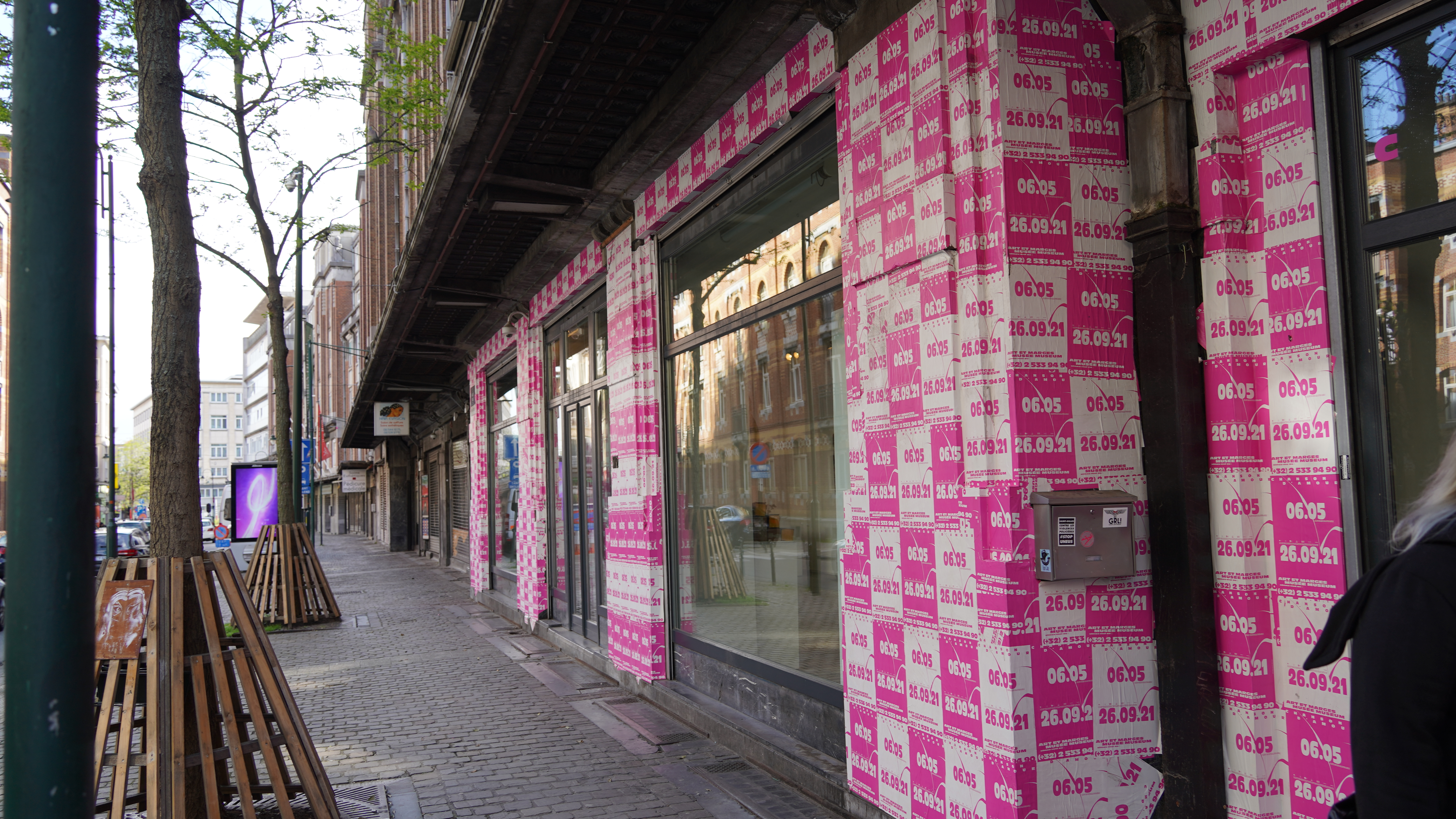
Das Museum, 2021
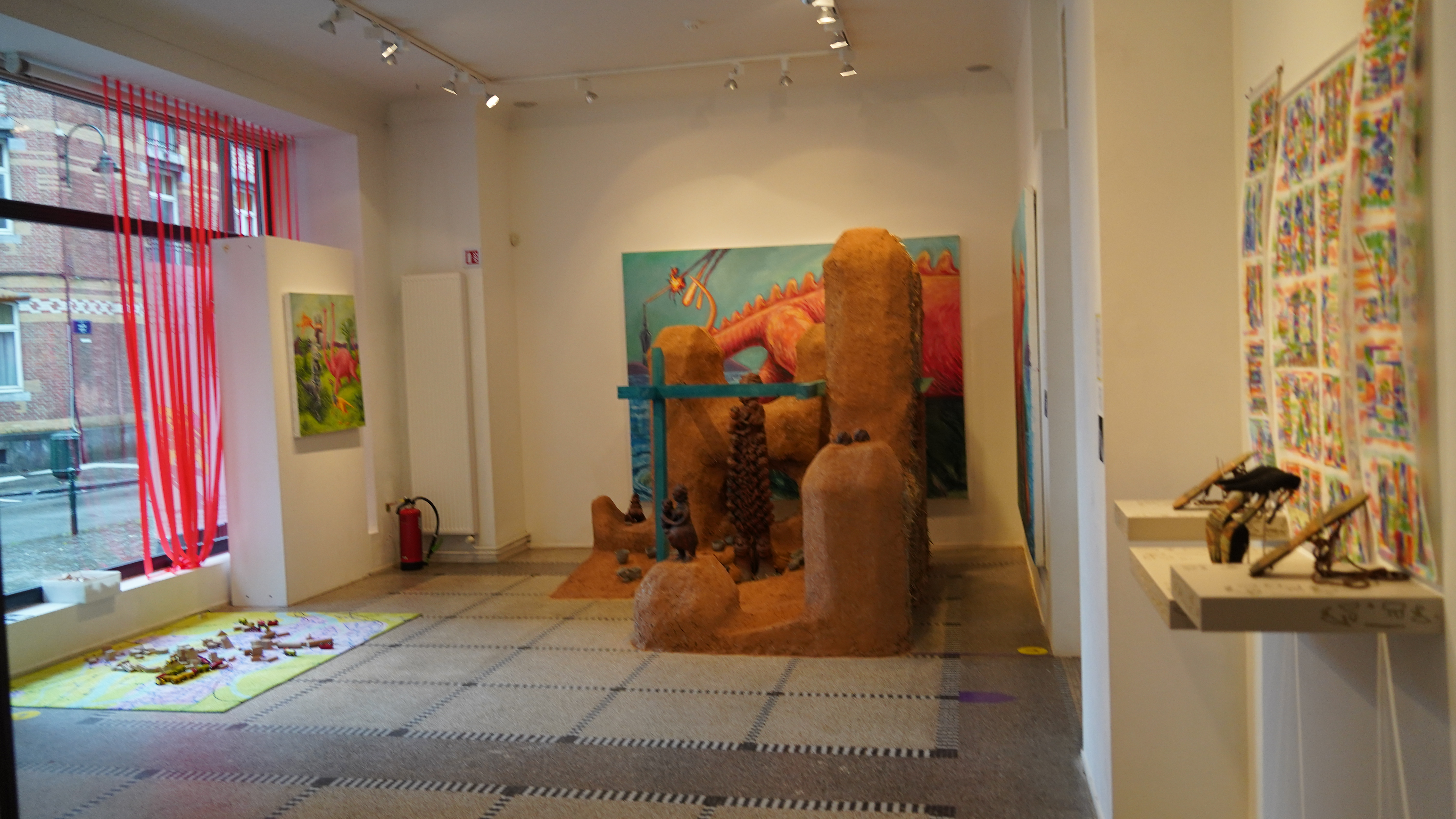
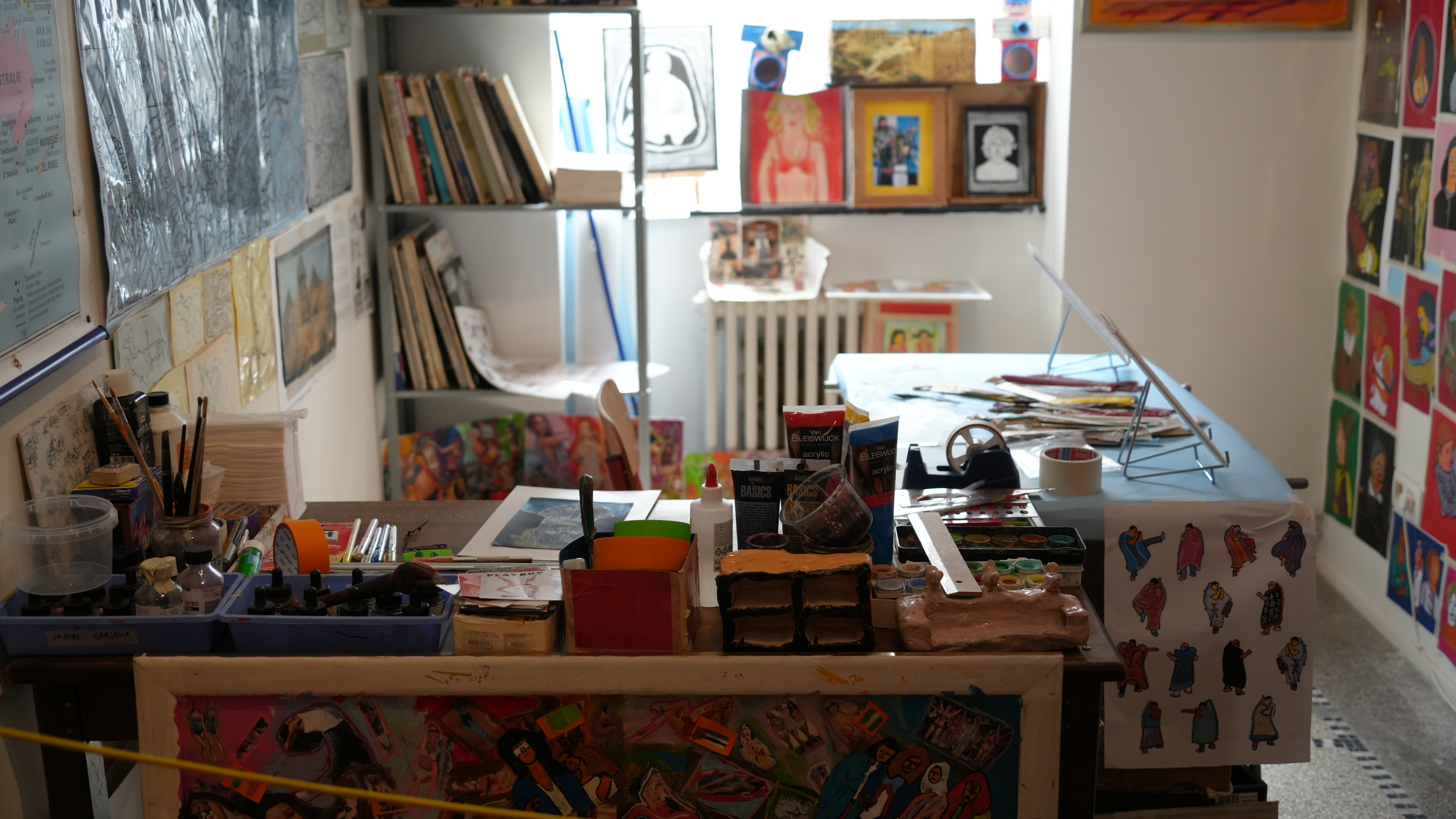
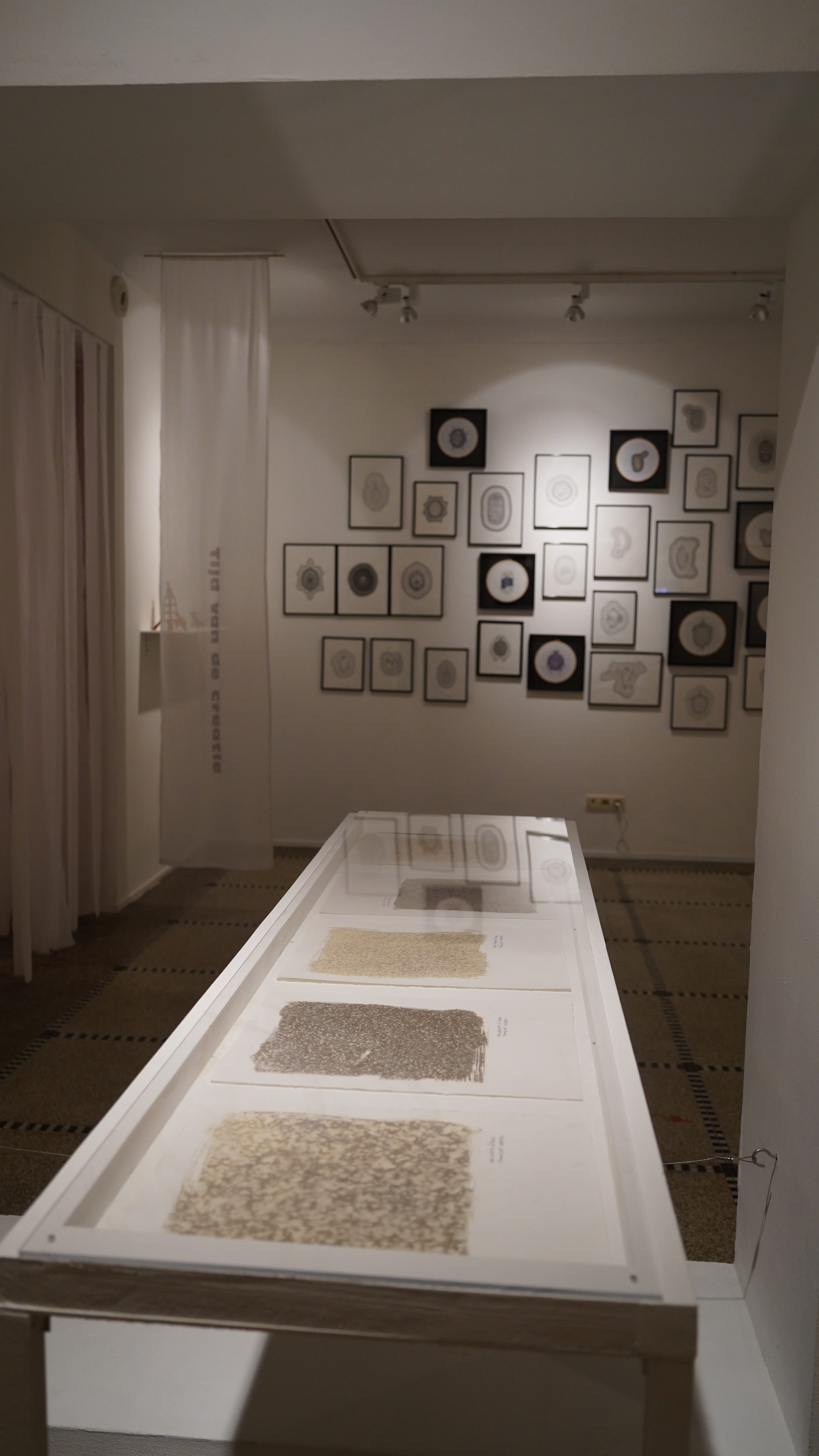
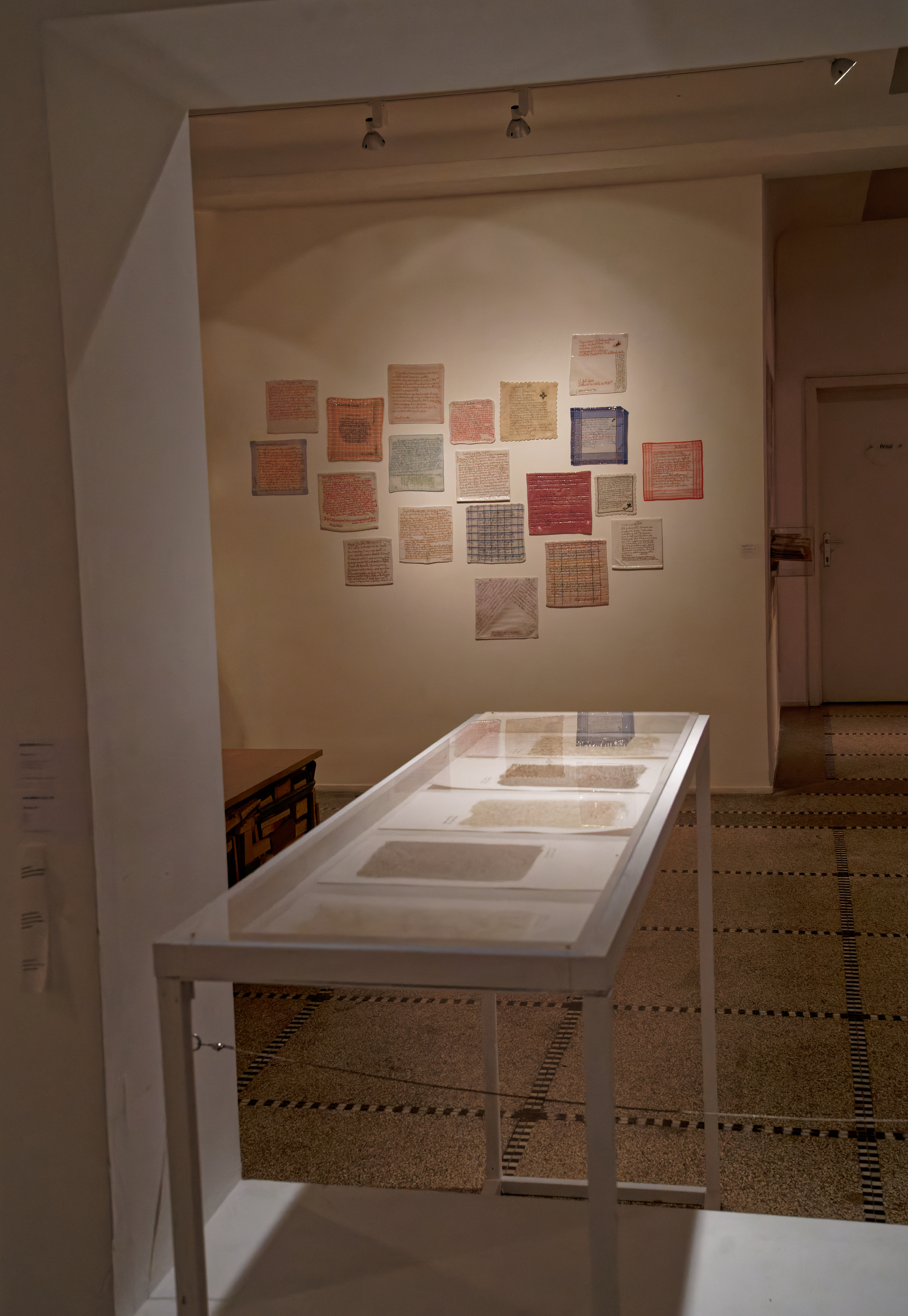
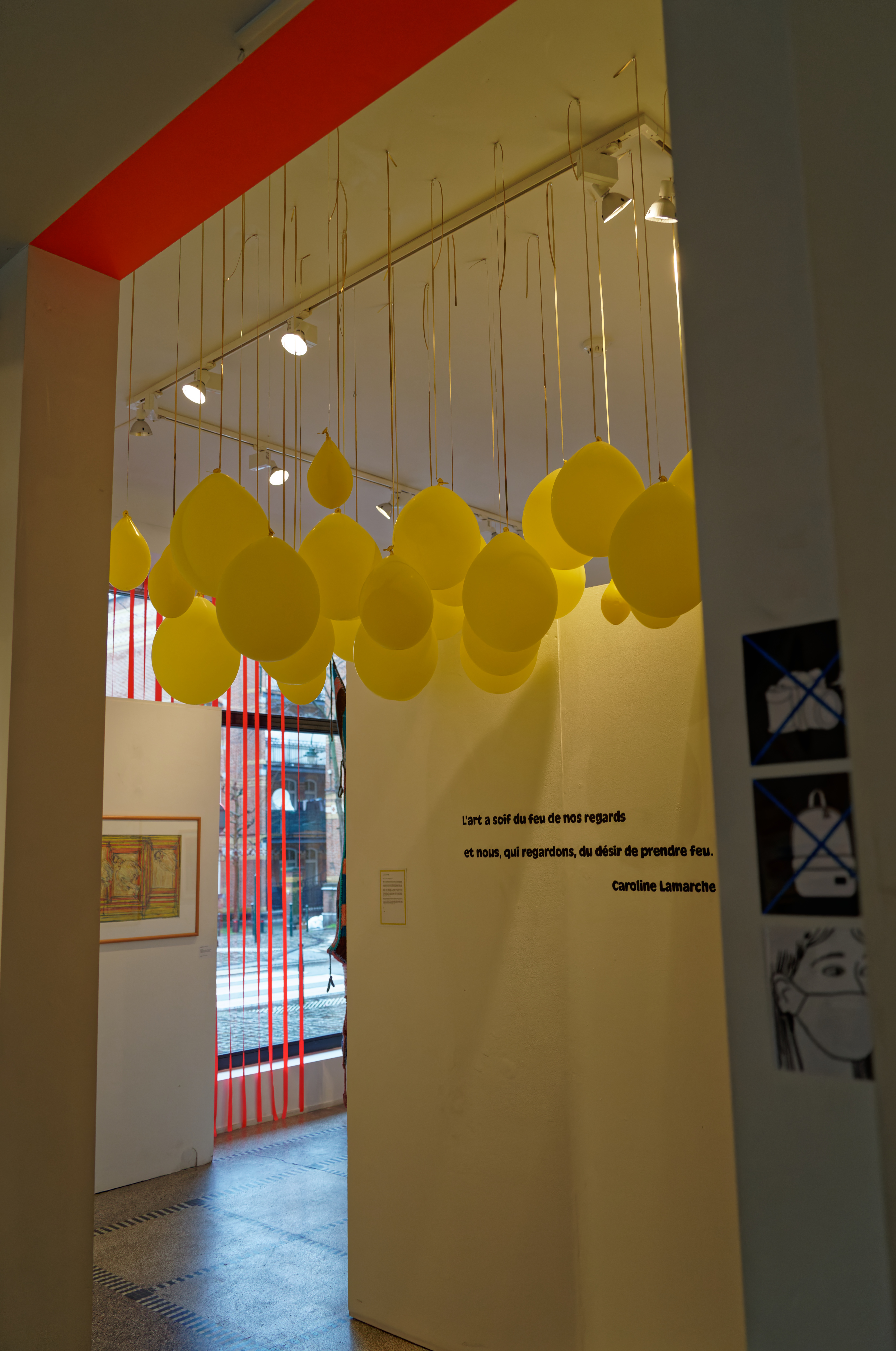
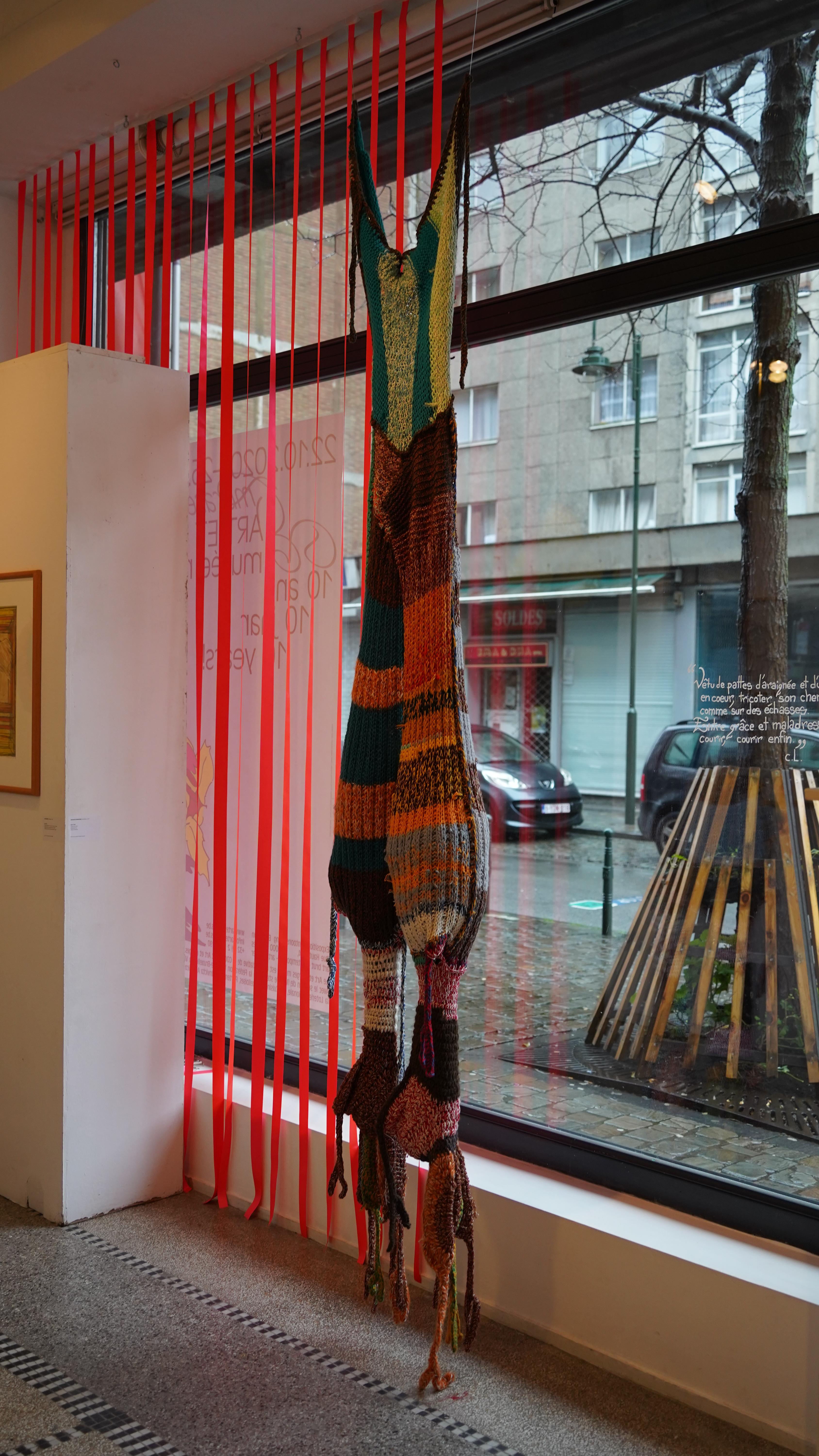